# Carlos Marczuk
Carlos Alberto Marczuk (Oberá, Provincia de Misiones, Argentina; 11 de febrero de 1976) es un exfutbolista y actual director técnico argentino. Jugaba como mediocampista por derecha y su primer equipo fue Atlético Rafaela. Su último club antes de retirarse fue Ex Alumnos 185 de Oberá, donde además inició su carrera como entrenador.
Fue ayudante de campo de Miguel Salinas en Crucero del Norte y Guaraní Antonio Franco, y de Pedro Dechat en Juventud Unida de San Luis.
Ya como entrenador dirigió a Crucero del Norte y a Guaraní Antonio Franco.

## Clubes

### Como jugador
| Club                     | País      | Año       |
| ------------------------ | --------- | --------- |
| Ex Alumnos 185 de Oberá  | Argentina | 1996-1997 |
| Atlético Rafaela         | Argentina | 1997-1999 |
| Instituto de Córdoba     | Argentina | 1999-2000 |
| Unión de Santa Fe        | Argentina | 2000-2001 |
| Atlético Rafaela         | Argentina | 2001-2003 |
| Gimnasia y Esgrima (CdU) | Argentina | 2003-2004 |
| Coronel Bolognesi        | Perú      | 2004-2005 |
| Sporting Cristal         | Perú      | 2006      |
| Crucero del Norte        | Argentina | 2007-2014 |
| Ex Alumnos 185 de Oberá  | Argentina | 2014      |

### Como asistente técnico
| Club                       | País      | Año       |
| -------------------------- | --------- | --------- |
| Crucero del Norte          | Argentina | 2016      |
| Guaraní Antonio Franco     | Argentina | 2017-2018 |
| Juventud Unida de San Luis | Argentina | 2018      |

### Como entrenador
| Club                    | País      | Año       |
| ----------------------- | --------- | --------- |
| Ex Alumnos 185 de Oberá | Argentina | 2015      |
| Crucero del Norte       | Argentina | 2019-2021 |
| Guaraní Antonio Franco  | Argentina | 2021-2022 |

## Palmarés

### Campeonatos nacionales
| Título             | Club             | País      | Año  |
| ------------------ | ---------------- | --------- | ---- |
| Primera B Nacional | Atlético Rafaela | Argentina | 2003 |

### Otros logros
| Título                  | Club              | País      | Año  |
| ----------------------- | ----------------- | --------- | ---- |
| Ascenso al Argentino A  | Crucero del Norte | Argentina | 2009 |
| Ascenso a la B Nacional | Crucero del Norte | Argentina | 2012 |